# Alexander den store
För andra betydelser, se Alexander den store (olika betydelser).
Alexander den store eller Alexander III (grekiska: Αλέξανδρος ο Μέγας eller Μέγας Aλέξανδρος), född 20 juli 356 f.Kr. i Pella, död 10 juni 323 f.Kr. i Babylon, var kung av antika kungariket Makedonien, från år 336 f.Kr. till sin död. Han är en av världshistoriens främsta fältherrar och erövrade bland annat Persien och Egypten och förde erövringskrig till Indien. Erövringarna gav upphov till den så kallade hellenismen, den epok då det grekiska språket och den grekiska högkulturen spred sig ända till Indien.
Alexanders far Filip II förenade de flesta grekiska stadsstaterna i det Korinthiska förbundet. I och med bildandet av Korinthiska förbundet blev Grekland för första gången någonsin enat i nästan hela sitt omfång . Efter att Filip blev mördad ärvde Alexander en regional stormakt och en av dåtidens bäst tränade arméer. Med sin armé besegrade Alexander storkungen Dareios III och erövrade det mäktiga Perserriket. Under sina krigståg mellan 336 och 323 f.Kr. grundade han ett flertal städer, av vilka den mest kända är Alexandria i Egypten. I dessa städer bosatte sig de folk som utgjorde hans armé. Alexander införlivade även trupper från andra folkslag i sin armé och uppmuntrade äktenskap mellan sina män och perserna. Han anammade persiska traditioner, såsom klädedräkt, och akemenidisk hovceremoniel.

## Biografi
| ”                          | Han styrde över dessa nationer, även om de inte talade samma språk som han, ej heller en nation samma som en annan; ändå var han kapabel att täcka ett så ofantligt område med den rädsla som han ingav, att han gick på alla män med terror och ingen försökte stå emot honom; och han var kapabel till att väcka i alla en sådan stor önskan att tillfredsställa honom, att de alltid ville ledas av hans vilja. | „ |
| – Xenophon, ur Kyropaidia. | |   |

### Alexanders uppväxt

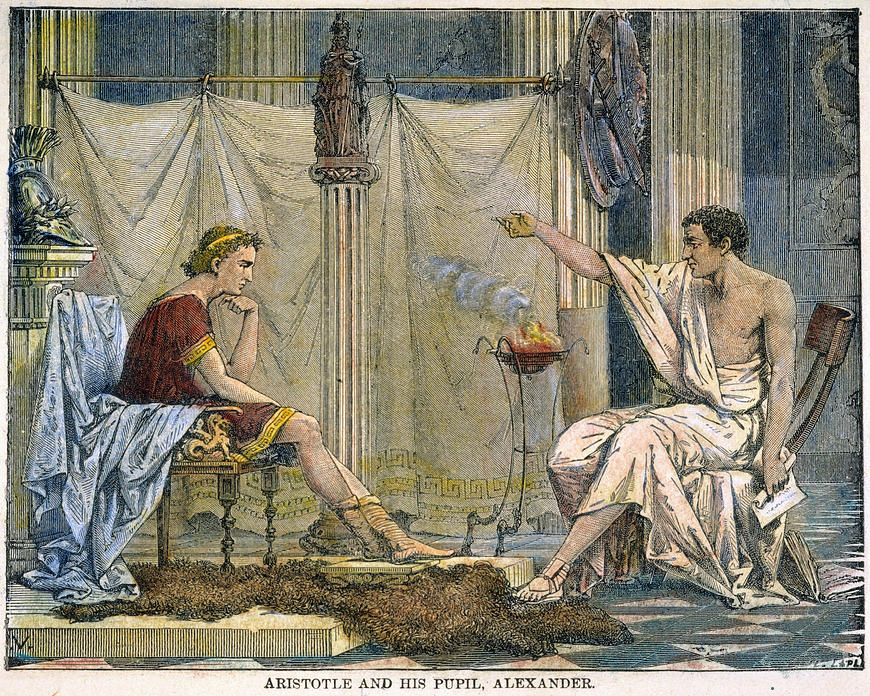
Alexander lyssnar på Aristoteles.

Alexander var son till Filip II av Makedonien och Olympias som var dotter till kungen av Epeiros. Senare hävdade Alexander att hans riktiga far var guden Zeus. Från år 343 f.Kr. var den kände filosofen Aristoteles Alexanders lärare. Alexanders far Filip hade kallat honom till Makedonien, för att undervisa Alexander. Aristoteles lärde den unge prinsen bland annat retorik och litteratur. Homeros' Iliaden var ett av Alexanders favoritverk. En känd historia som utspelade sig under Alexanders barndom var hur han fick sin berömda häst, Bukefalos, som följde honom ända bort till floden Indus.
Alexander blev under sin uppväxt mycket nära vän med den jämnårige adelspojken Hefaistion. Hefaistion blev senare en av Alexanders främsta generaler i fälttåget mot Persien, och utnämndes slutligen till chiliark, nummer två i den makedonska militära befälsordningen. Det har spekulerats i om de var älskare eller inte, och mycket talar för det. Efter Hefaistions död i Ekbatana i december år 324 f.Kr. blev Alexander så tyngd av sorg att han aldrig helt återhämtade sig. Han överlevde Hefaistion med endast åtta månader. Begravningsbålet Alexander lät bygga var sex våningar högt, dubbelt så mycket som föreskrevs för att hedra en avliden kung. Oraklet i Siwa tillfrågades och Hefaistion upphöjdes postumt till en gudomlig hjälte. När Alexander själv dog, höll man fortfarande på att bygga på den minneshelgedom Alexander beordrade skulle uppföras till Hefaistions ära.
Redan som ung fick Alexander stifta bekantskap med hur det makedonska riket sköttes. Historikern Plutarkos berättar i sin biografi över Alexander att när Filip var och krigade i Trakien år 340 f.Kr. så lämnade han Alexander som regent i Makedonien. Under den här tiden tog Alexander bland annat emot ett persiskt sändebud. År 338 f.Kr. ledde Alexander den högra flanken i sin fars armé under slaget vid Chaironeia. Under Alexanders ledning var en av de mest slagkraftiga enheterna i den makedonska armén de så kallade kamratkrigarna. Vid slaget besegrade Filips armé Atens och Thebes samlade trupper. Efter slaget tvingade Filip de grekiska stadsstaterna att gå med i det så kallade Korinthiska förbundet, som Filip själv skulle leda. Tydligt var att Filip avsåg att Alexander skulle bli hans efterträdare även om han redan hade åtminstone en son, Arrhidaios, med sin thessaliska fru Filinna. Kring den här tiden uppstod ett bråk mellan Filip och Alexanders mor Olympias, vilket slutade med att Olympias lämnade Filip och återvände till Epirus (Epeiros) där hennes bror Alexander I av Epirus då härskade. Även Alexanders förhållande till fadern blev något problematiskt efter detta och han gav sig också av till Epirus. Till slut skickade emellertid Filip efter sin son som återvände till Makedonien.
Alexander ärvde ett enat rike efter sin far, och erövrade sedan flera andra, däribland Persien fram till nordvästra Indien. Han grundade även staden Alexandria i Egypten och var gift med Roxana, med vilken han fick sonen Alexander IV av Makedonien. Alexander själv dog innan sonen föddes.

### Alexander den store blir kung

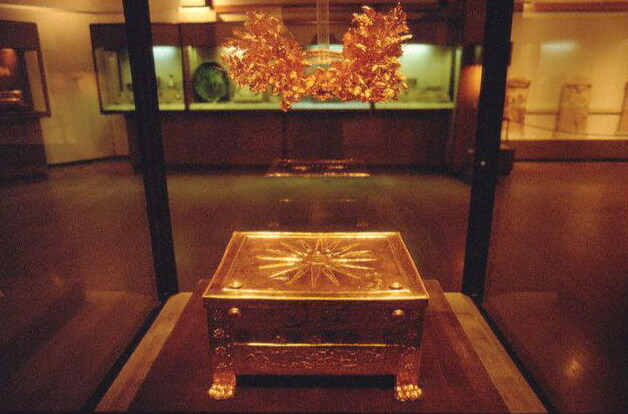
En gyllene larnax, ett speciellt grekiskt begravningsskrin, utställt i museet i Vergina i det historiska grekiska landskapet Makedonien i norra Grekland. Förmodades innehålla kvarlevorna efter Alexanders far kung Filip II av Makedonien, idag identifierade som Alexanders halvbror Filip III av Makedonien, död 317 f.Kr. Guldkransen funnen tillsammans med skrinet kan vara den som både Alexander och halvbrodern Filip III kröntes i. Båda objekten funna i Vergina 1977.

Alexander var bara 20 år gammal när hans far Filip blev mördad under en bröllopsfest i oktober 336 f.Kr.. Det har spekulerats ifall Alexander och hans mor Olympias var inblandade i mordet på något sätt. Direkt efter Filips bortgång lät Antipatros, en av Filips trogna officerare, armén utropa Alexander till kung. Alexander agerade snabbt för att befästa sin ställning som kung innan hans motståndare hann ingripa. Bland annat lät han direkt avrätta två personer för mordet på Filip.
Innan årets slut hade Thessaliska förbundet valt Alexander till dess nya ledare. Även Korinthiska förbundet accepterade snart Alexander som Filips efterträdare. Under våren 335 f.Kr. marscherade Alexander med en här till Trakien som hade revolterat efter Filips död. I samband med detta fälttåg gick Alexander över Donau, och underkuvade geterna som bodde på andra sidan. Efter detta marscherade han mot Illyrien och besegrade de illyriska stammarna i slaget vid Pelij. Medan Alexander var i Illyrien försökte den atenska talaren Demosthenes övertala de grekiska staterna i det korintiska förbundet att revoltera.
Sporrade av ett rykte om att Alexander hade dött i Illyrien revolterade Thebe mot det makedonska väldet. Thebanerna som militärt var överlägset starkast av alla grekiska stadsstater började belägra den garnison som Filip hade lämnat i deras stad. När Alexander fick höra om detta marscherade han snabbt söderut och började i sin tur belägra Thebe. Efter en kort belägring intogs staden och Alexander lät plundra, skövla och förstöra alla byggnader utom tempel och poeten Pindaros hus. Sex tusen thebaner inklusive kvinnor och barn avrättades och resten såldes som slavar som varning till övriga grekiska städer. Alexander var mer vänligt inställd till de andra grekiska städerna och de valde snabbt honom åter som sin ledare.

### Fälttåg

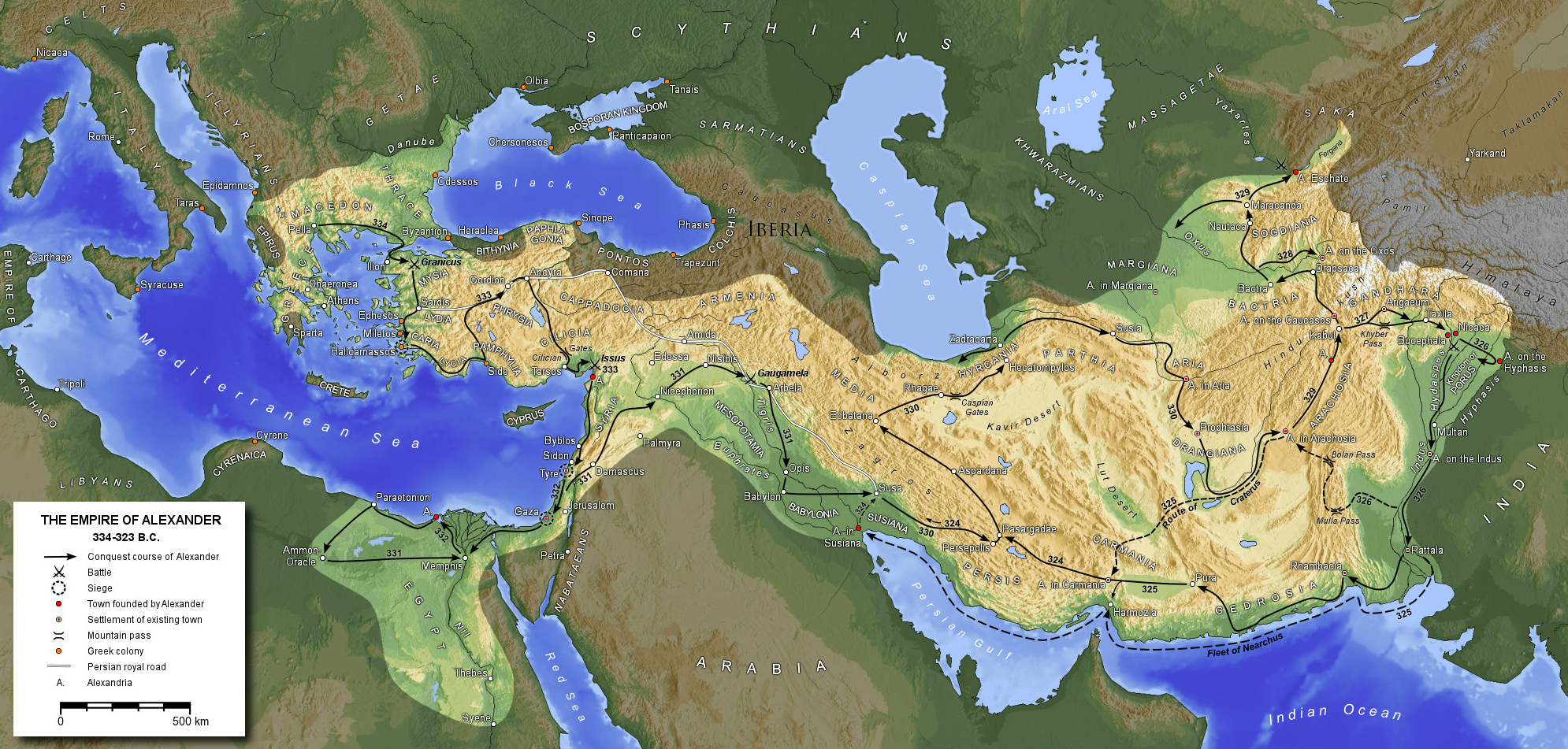
Makedoniska väldet.

336 f.Kr. uppsteg Alexander på tronen. Efter att ha befäst sin kontroll över Grekland, invaderade han Persien. Han korsade Bosporen och besegrade den persiske kungens satraper i Slaget vid Granikos i maj 334 f.Kr. Han erövrade bland annat Gordion, Frygiens huvudstad, där en stridsvagn var fastbunden med hopknutna rep. Enligt sägnen skulle herradömet över hela världen tillfalla den som kunde lösa upp knuten. Alexander lyckades inte lösa upp den gordiska knuten utan högg itu den med sitt svärd, det så kallade Alexanderhugget.
I Slaget vid Issos 333 f.Kr. besegrade Alexander den persiske kungen Dareios III. Efter belägringen av staden Tyrus i Syrien 332 f.Kr. tågade han in i Egypten, och betvingade det flertusenåriga klassiska egyptiska faraoniska riket samt tog över Egypten. Alexanders sista stora slag mot Dareios blev Slaget vid Gaugamela nära Babylon år 331 efter vilket han kontrollerade de persiska huvudstäderna Babylon, Susa, Persepolis och Ekbatana, varpå Dareios dödades av Bessos, satrap i Baktrien, år 330 f.Kr.. Han fortsatte till Medien och Skytien, intog Herat och Samarkand och fortsatte sedan till Indien. Han invaderade Indien och besegrade kung Purushotthama eller Poros i Slaget vid Hydaspes år 326 f.Kr., det sista av fyra stora slag. Därefter vägrade hans trupper att gå längre, och han återvände hemåt.

### Död
Enligt de antika källorna föregicks Alexanders död av en rad olycksbådande tecken. Under en rekognosceringstur med en eskader nedför floden Eufrat år 323 f.Kr. blåste Alexanders blåvita diadem ned i vattnet och fastnade på ett vassrör. En av de feniciska sjömännen simmade efter diademet och band det runt huvudet för att inte blöta ned det. Detta sågs som ett dåligt tecken och mannen straffades; exakt på vilket sätt är svårt att avgöra då källorna skiljer sig åt. Enligt vissa antika författare lät Alexander halshugga mannen, men enligt ögonvittnet Aristobulos blev han endast piskad. Ett annat dåligt tecken inträffade när expeditionen återkom till Babylon. Efter att Alexander och hans närmaste vänner lämnat den kungliga tronen för att gå iväg och dricka vin gick en babylonisk fånge fram och tog på sig den kungliga manteln och diademet och satte sig på tronen. Under tortyren som följde efter att incidenten kommit till Alexanders kännedom hävdade mannen att han gjort det av ett rent infall. Han avrättades sedan. Det är emellertid tveksamt om dessa händelser verkligen inträffade eller är efterhandskonstruktioner.
Den 29 maj 323 f.Kr. blev Alexander inbjuden till en efterfest till ett större gästabud anordnat av amiral Nearchos. Efterfesten hölls hos Medios från Larisa, och antalet gäster var runt tjugo. Det dracks mycket vin och Alexander kollapsade efter att ha tömt en sexlitersbägare till Herakles ära. Efter tolv dagars feber och frossa dog Alexander i Babylon den 10 juni, 32 år tio månader och tio dagar gammal.
Man har fört fram flera olika hypoteser om den exakta dödsorsaken, däribland överdosering av en stärkande medicin gjord på växten Helleborus (julros), malaria, tyfoidfeber, förgiftning, West Nile-feber (encefalit), lungsäcksinflammation och leverskador efter alkoholmissbruk. Det råder inte konsensus mellan historikerna kring vad som verkligen tog livet av Alexander, men överdosering av Helleborus-medicin är det enda som förklarar alla de (få) saker vi känner till om omständigheterna kring hans död. Idag vet vi - efter användning av Helleborus-preparat under 1950-talet - att medicinen har ett mycket smalt terapeutiskt verkområde och i doser utanför detta lätt blir giftig.

## Arv
Alexanders erövringar spred det grekiska kulturella inflytandet över stora delar av Främre Orienten och utgjorde grunden för hellenismen. Alexandria i Egypten blev den mest berömda av alla de städer som Alexander grundade i de länder som han ockuperade. Efter Alexanders död delade hans generaler upp riket i de fyra staterna, eller "diadochi-regimerna"; Seleukidriket, Egypten, Makedonien, samt Anatolien och Thrakien. Hans erövringar medförde ett kulturellt utbyte mellan öst och väst, som inte tog slut i och med hans död. Nyuppförda riken och städer uppfördes i grekisk-europeisk anda, och likaså konsten och kulturen, dock med inflytanden från Främre Orienten. "Världsmedborgaren" skulle känna sig hemma var han än befann sig. Hellenismen är namnet på denna epok, då språket koine och den grekiska kulturen spred sig till många länder och upptogs i dess egna kulturer. Omvänt mottog grekerna-makedonierna djupgående intryck av iranierna, bland annat i fråga om aristokratisk kultur och utbildning samt den akemenidiska synen på härskaren som halvt gudomlig. I den zoroastriska litteraturen kallas Alexander "den fördömde" (gizistag) för att han brände ner Persepolis.
I modern tid blev han utsedd till den störste greken genom tiderna i TV-programmet De största grekerna.

## Eftermäle
Nedslagskratern Alexander på månen är uppkallad efter honom.